# ФК Марица (Пловдив)
ФК Марица е футболен клуб от град Пловдив, който участва във Втора професионална футболна лига.
В досегашната си история клубът има четири сезона в А група (1967/68 – 16 място, 1969/70 – 14 място, 1970/71 – 16 място и 1996/97 – 14 място), полуфиналист за Националната купа през 1987 и през 1997 г. Към 2023 г. клубът има 33 участия във Втора лига („Б“ група). Цветове – жълто и синьо. Играе срещите си на стадион „Марица“ (за 5000 зрители) в квартал „Захарна фабрика“, Кършияка. Голмайстор за всички времена е Венко Мендизов със 77 гола. С най-много мачове за отбора е вратарят Илия Николов с 255 (към лятото на 2023г.), който е действащ играч, втори е Георги Ганев – с 235. Най-известните треньори на състава са Атанас Манолов, Георги Найденов, Михаил Душев и Петър Зехтински.

## История
ФК Марица е създаден на 20 септември 1921 година като Спортен клуб Марица след обединяване на тимовете от Каршияка – Вампир и Трите конски сили. За пръв негов председател е избран Кръстьо Милков и клубът е регистриран в Пловдивския окръжен съд. Най-голяма заслуга за появата на СК Марица е на Янко Ат. Рашков, който предлага името и цветовете – жълт и син, като жълтият цвят олицетворява плодородието на Тракия, а синият – тихите води на река Марица. Рашков е и първият председател на настоятелството към СК Марица.
Още на следващия ден се провежда и първата тренировка на играчите под ръководството на Луко Рашков. Той приветства събралите се привърженици и играчи с думите: „От този ден в Каршияка съществува спортен клуб «Марица» и чест е за нас, събраните тук, че ние сме първите, които ще засщитаваме спортната чест на квартала и на Пловдив“.
Първите състезатели на тима са: Георги Стефанов-Хаджията – вратар, Петър Мумджиев – ляв бек, Христо Петров-Ито – десен бек, Луко Рашков – централен защитник, Стефан Кръстев – десен халф, Георги Стефанов-Джогула – ляв халф, Пейчо Пеев – централен нападател, Светослав Мутафчиев – десен инсайд, Апостол Николов – дясно крило, Борис Лафчиев – ляв инсайд, Лазар Божилов-Лако – дясно крило.
Към 2023 година ФК Марица има 33 участия в Б група (Втора лига) и 3 сезона в А група (Първа лига), два полуфинала за националната купа през 1987 и 1997 година и два плейофа за влизане в групата на майсторите, без успех.
Интересен момент в историята на пловдивската Марица е, че от 12 февруари 1939 година клубът има нотариален акт за терена, където и се състезава футболния отбор. Стадион „Марица“ е открит официално на 30 май 1943 г., когато командирът на 9-и пехотен полк предава тържествено игрището на Кръстьо Милков, председател на клуба тогава.
ФК Марица е c традиции най-вече в детско-юношеския футбол, където има многобройни отличия на ниво републикански първенства, купа България, турнири за юноши и деца на местно и международно ниво.
Детско-юношеската школа е всепризнат инкубатор не само за попълнения на представителния отбор, но и национално ниво. Възпитаници на Марица са носителят на „Златната топка“ Христо Стоичков, национални състезатели като Динко Дерменджиев-Чико, Георти Попов-Тумбето, Георги Георгиев-Гецата, Костадин Видолов, Петър Курдов, Красимир Чомаков, Румен Христов, Александър Александров, Асен Николов, Красимир Димитров и по-младото поколение Йордан Тодоров, Марчо Дафчев, Георги Христов и много други.
Трябва да се отбележи периодът от 1994 до 1997 година – с президент Юли Попов, когато ФК Марица е образец за феърплей.

### Имена
Марица (от учредяването си до 1944 г.), Спартак Торпедо (от 29 декември 1944 г.(след обединение със Стефан Караджа) до 1947), Спартак-Текстилец (за много кратко през 1947 г., след обединение с Текстилец), Бенковски (през 1947 г.), Марица (от 1948 до 1949 г.), Строител (от 1949 до 1950 г.), Ударник (от 1951 до 1957 г.), Марица от 1957 г.
Рекорди
Голмайстор за всички времена е Венко Мендизов със 77 гола. С най-много мачове за отбора е вратарят на „Марица“ Илия Николов, който през октомври 2022 подобрява рекорда на Петър Ганев от 235 мача. Николов, който продължава състезателната си кариера, играе за Марица от януари 2016 година, като е несменяем титуляр.  Вече вторият в тази класация Георги Ганев е роден през 1944 година и играе за „Марица“ през 60-те и 70-те години на миналия век, записвайки и 3 сезона в А група. След края на сезон 2022/23 Илия Николов има на своята сметка 255 официални мача. Най-известните треньори на състава са Атанас Манолов, Георги Найденов, Михаил Душев и Петър Зехтински.

### Нова история
През 2011 президентът на Марица г-н Берберов обединява клуба с този на Раковски с помощта на кмета на град Раковски Иван Антонов. Марица заиграва мачовете си в Раковски. Новосъздаденият клуб след обединението е наречен Раковски 2011. Новият клуб се възползва от лиценза на Марица и наследява всички футболисти, а по законите на страната стадион „Марица“ се преактува като общинска собственост. Жълто-синята идея обаче намира продължение. Още през същата 2011 година инициативен комитет от привърженици свиква Учредително събрание на 19 април 2011. То избира Марин Ленгеров за председател на Управителния съвет на ФК Марица. Марин Ленгеров предлага Управителен съвет в състав Иван Чалъков, Огнян Андонов, Никола Колев и Румен Баланджиев, които са избрани единодушно. Клубът е правоприемник на името и историята на предишното дружество. Новият надзорен съвет в състав Неделчо Димитров, Георги Иванов и Милен Гунчев също бива избран с пълно мнозинство.
През сезон 2011/12 Марица стартира участието си в българското първенство от най-ниското ниво – Б ОФГ Пловдив. Причините за това са горепосочените събития. Отборът завършва на първо място и през сезон 2012/13 се състезава в А ОФГ. 
През сезон 2012/13 Марица завършва на 2 място в А ОФГ. В края на 2013 година е избрано ново ръководство. За нов председател на УС е определен адвокат Георги Иванов. Останалите 4-ма в управителния съвет са Димитър Панев, Любчо Атанасов, Илиан Йорданов, Петър Курдов. 
През сеон 2013/14 отборът става шампион в А ОФГ и след победи в двата баража срещу ФК Стара Загора с 2:1 и срещу Левски (Крумовград) с 6:0, се изкачва с едно ниво – Югоизточна В група. 
През сезон 2014/15 треньор на тима е Петър Курдов с помощници Георги Онов и Евгений Курдов. На 17 април се провежда Общо събрание, на което е избран УС в състав Христо Николов, Христо Христов, Ральо Ралев (впоследствие отказал се), Иван Кехайов, Георги Попов. Сдружението се представлява от Христо Николов. Старши треньорът Петър Курдов е заменен от Кирил Андонов. На 14 декември 2015 г. след решение на УС на Марица за треньор е назначен Стоян Димитров. Кирил Андонов е назначен за спортно-технически директор. 
През сезон 2015/16 Марица завършва на 9-о място в Югоизточна В група, а през сезон 2016/17 на втора позиция в наследяващата В група – Трета лига. Клубът е преобразуван в АД, а президент на клуба е Христо Христов. Поради отказ на заемащия първото място тим, „Марица“ се изкачва във Втора професионална лига. 
През сезон 2017/18, въпреки показаните добри игри в много от мачовете, тимът изпада от Втора лига, заемайки 14-о място. В края на сезона треньорът Стоян Димитров подава оставка и отборът завършва сезона с временен треньор. За сезон 2018/19 на поста е назначен Борислав Караматев с играещ помощник Красимир Иванов. През сезон 2019/20 помощници на Караматев са Тенислав Иванов и Йордан Влашки. По време на сезона Христо Христов предава поста президент на клуба на Йордан Влашки, а Христов остава в клуба като главен акционер и член на УС на клуба. След прекратяването на първенството от страна на БФС, заради пандемията от covid-19, старши треньорът на отбора Борислав Караматев напуска. На негово място е назначен бившият футболист на „Марица“ Николай Димитров – Ноко. 
През сезон 2020/21 Марица завършва на 1-во място в Трета лига – Югоизточна група и печели промоция за Втора лига. През септември 2021 година се навършват 100 години от основаването на „Марица“. 
През сезон 2021/22 Марица завършва на 9-о място във Втора лига. Голмайсторът на отбора Мариян Тонев става реализатор №1 на групата с 19 попадения. 
Сезон 2022/23 е успешен за „Марица“ в турнира за Купата на България, където тимът достига 1/8-финал, отстранявайки последователно Левски-Раковски и елитния Хебър. На 1/8-финала пловдивчани срещат друг елитен тим – Арда. Двубоят завършва 1:1 след голове в края на второто продължение, но при дузпите „жълто-сините“ нямат късмет. През сезон 2022/23 „жълто-сините“ подобряват класирането си и финишират на 7-а позиция. През следващия сезон тимът изпитва сериозни затруднения с финасирането, корто се отразява и на класирането и отборът завършва 17-ти, като изпада в Трета лига - Югоизточна група. 
Сезон 2024/2025 започва изключително трудно за Марица. Дългогодишният благодетел на клуба Христо Христов преустанови помощтта си за клуба. Марица започва участие в първенството без финасиране, а тимът е напуснат от почти всички футболисти. Въпреки това представянето е добро под ръководството на Стойчо Драмов. В средата на есенния полусезон с издръжката на клуба се заема Владимир Темелков, а ситуацията се стабилизира. През зимната пауза, след преструкториране, отборът е поет от Борислав Караматев, а Стойчо Драмов става спортен директор.

## Състав 2024/25
Към март 2025 г.

## Сезони
| Сезон     | Име    | Група                    | Място | Нац. купа                         |
| 2007 – 08 | Марица | Б Група                  | 6     | 1 кръг                            |
| 2008 – 09 | Марица | Б Група                  | 15    | 1/8-финал                         |
| 2009 – 10 | Марица | В Група                  | 2     | 1/8-финал                         |
| 2010 – 11 | Марица | В Група                  | 9     | предварителна фаза                |
| 2011 – 12 | Марица | Б ОФГ Пловдив            | 1     | предварителна фаза                |
| 2012 – 13 | Марица | А ОФГ Пловдив            | 2     | предварителна фаза                |
| 2013 – 14 | Марица | А ОФГ Пловдив            | 1     | предварителна фаза                |
| 2014 – 15 | Марица | В Група                  | 11    | предварителна фаза                |
| 2015 – 16 | Марица | В Група                  | 9     | предварителна фаза                |
| 2016 – 17 | Марица | Трета лига – ЮИ група    | 2     | предварителна фаза                |
| 2017 – 18 | Марица | Втора професионална лига | 14    | 1/16-финал                        |
| 2018 – 19 | Марица | Трета лига – ЮИ група    | 5     | областен финал предварителна фаза |
| 2019 – 20 | Марица | Трета лига – ЮИ група    | 3     | 1/32-финал                        |
| 2020 – 21 | Марица | Трета лига – ЮИ група    | 1     | областен финал предварителна фаза |
| 2021 – 22 | Марица | Втора професионална лига | 9     | 1/16-финал                        |
| 2022 – 23 | Марица | Втора професионална лига | 7     | 1/8-финал                         |
| 2023 – 24 | Марица | Втора професионална лига | 17    | 1/16-финал                        |
| 2024 – 25 | Марица | Трета лига – ЮИ група    | 4     | предварителна фаза                |

## Треньорски състав и екип за сезон 2024/25:
- Стойчо Драмов – анализатор, UEFA лиценз „PRO“
- Борислав Караматев – старши треньор, UEFA лиценз А
- Тенислав Иванов – помощник треньор,  UEFA лиценз С
- Кирил Акалски – треньор на вратарите
- Никола Солаков – кондиционен треньор
- Димчо Беляков – директор на ДЮШ, UEFA лиценз А
- Асен Стефанов – домакин
- Жан Башев – рехабилитатор
- Георги Аспарухов – кинезитерапевт
- Йордан Влашки – президент

## Треньори в ДЮШ на клуба за сезон 2023/24:
- 2007/2008 (U19) – Димчо Беляков, UEFA лиценз А – треньор на Марица U17 – деца, набор 2007. Директор на ДЮШ на „Марица“. Набор 2007 се състезава в Зонална група U19 и в "Б" ОФГ - север, като дублиращ отбор.
- 2009 (U16) – Абип Конедарев и Николай Димитров, UEFA лиценз С – треньор на деца, набор 2009 (Марица U16). Състезава се в Зонална група U16 (2009).
- 2010 (U15) – Апостол Попов, UEFA лиценз С – треньор на деца, набор 2010 (U14). .
- 2011 (U14) – Николай Димитров и Абип Конедарев, UEFA лиценз С – треньор на деца, набор 2011 (U14).
- 2012 (U13) – Красимир Иванов, UEFA лиценз А – треньор на деца, набор 2012 (U13).
- 2013 (U12) – Кирил Андонов, UEFA лиценз А – треньор на деца, набор 2013 (U12).
- 2014 (U11) – Иван Михайлов, UEFA лиценз В – треньор на деца, набор 2014 (U11).
- 2015 (U10) – Валери Домовчийски, UEFA лиценз С – треньор на деца, набор 2015 (U10).
- 2016/2017/2018 (U9, U8, U7) – Александър Николов, UEFA лиценз А – треньор на деца, набор 2015/2016/2017 (U9, U8, U7).
- Вратари: Кирил Акалски – главен треньор на вратари
- Вратари: Стилиян Георгиев – треньор на вратари
- Вратари: Петър Начев – треньор на вратари

## Известни футболисти
- Христо Стоичков
- Венко Мендизов
- Динко Дерменджиев – Чико
- Георги Попов – Тумби
- Иван Митрофанович Задума
- Валери Божинов
- Костадин Видолов
- Владимир Фатов
- Александър Александров – Кривия
- Георги Георгиев – Гецата
- Петър Курдов
- Запрян Раков – Панчо
- Валери Домовчийски
- Георги Христов
- Атанас Борносузов
- Красимир Чомаков
- Венко Мендизов
- Михаил Душев
- Георги Ганев
- Александър Николов
- Георги Фиданов
- Красимир Димитров
- Христо Фурджев
- Румен Христов – Ромарио
- Веселин Тосев
- Христо Христов (Индианеца)
- Евгени Курдов
- Атанас Курдов
- Трифон Бръмбаров
- Стефан Тахчиев
- Бончо Мерджанов
- Димитър Генов
- Тодор Каменски
- Веселин Джамбов (Джеки)
- Йовко Иванов
- Янко Узунов
- Васил Кръстев
- Филип Колев
- Манол Георгиев
- Васил Каламов
- Иван Площаков
- Иван Йотовски
- Асен Николов – Бебèто
- Петър Станев (Царицата)
- Йордан Тодоров
- Йордан Христов – Даната
- Николай Манчев
- Рангел Абушев
- Теодор Скорчев
- Пламен Крачунов
- Георги Копанов
- Станимир Енев
- Тодор Тимонов
- Валери Домовчийски
- Станислав Маламов
- Веселин Марчев
- Илия Николов